# Kuruc
Kuruc je bila riječ kojom se na mađarskom jeziku označavalo križara (prema lat. crux, genitiv crucis: križ). Poslije se tom riječju označavalo seljake koji su 1514. trebali krenuti u rat protiv Osmanskoga Carstva, ali su okrenuli oružje protiv svojih feudalnih gospodara (pod vodstvom Jurja Dózse), te otad općenit naziv za ustanika. U 17. i 18. stoljeću stalo se to ime rabiti za ustanike protiv Habsburgovaca u mađarskim bunama pod Mirkom Thökölyjem i Franjom Rákóczyjem. Kuruci su kao borci za slobodu imali svoje pjesme i balade, koje je narod i poslije pjevao.